# Неизменчивое море
«Неизменчивое море» (англ. The Unchanging Sea) — американский короткометражный драматический фильм Дэвида Уорка Гриффита.

## Сюжет
Фильм рассказывает о трёх рыбаках, уходящих в плавание на лодке, оставив своих жён на берегу. И вдруг на берегу появляются три тела мёртвых мужчин...

## В ролях
| Актёр            | Роль |
| ---------------- | ---- |
| Артур В. Джонсон | муж  |
| Линда Арвидсон   | жена |
| Глэдис Иган      |      |
| Мэри Пикфорд     |      |
| Чарльз Уэст      |      |
| Делл Хендерсон   |      |
| Кейт Брюс        |      |
| Фрэнк Опперман   |      |
| Альфред Пегит    |      |
| Дороти Уэст      |      |